# Trichodes
Trichodes is een geslacht van kevers uit de  familie van de mierkevers (Cleridae).

## Soorten
- Trichodes affinis Chevrolat, 1843
- Trichodes albanicus Winkler & Zirovnicky, 1980
- Trichodes alvearius (Fabricius, 1792) – Behaarde bijenwolf
- Trichodes ammios (Fabricius, 1787)
- Trichodes apiarius (Linnaeus, 1758) – Bijenwolf
- Trichodes apivorus Germar
- Trichodes axillaris Fischer, 1842
- Trichodes crabroniformis (Fabricius, 1787)
- Trichodes creticus Brodsky, 1982
- Trichodes cyprius Reitter, 1893
- Trichodes favarius (Illiger, 1802)
- Trichodes flavocinctus Spinola, 1844
- Trichodes ganglbaueri Escherich, 1893
- Trichodes graecus Winkler & Zirovnicky, 1980
- Trichodes ircutensis (Laxmann, 1770)
- Trichodes laminatus Chevrolat, 1843
- Trichodes leucopsideus (Olivier, 1795)
- Trichodes longissimus (Abeille, 1881)
- Trichodes nobilis Klug, 1842
- Trichodes nutalli (Kirby, 1818)
- Trichodes oberthueri Chanipenois, 1900
- Trichodes octopunctatus (Fabricius, 1787)
- Trichodes olivieri (Chevrolat, 1843)
- Trichodes ornatus Say, 1823
- Trichodes pulcherrimus Escherich, 1892
- Trichodes punctatus Fischer von Waldheim, 1829
- Trichodes quadriguttatus Adams, 1817
- Trichodes reichei (Mulsant & Rey, 1863)
- Trichodes similis Kraatz, 1894
- Trichodes sipylus (Linnaeus, 1758)
- Trichodes suspectus Escherich, 1892
- Trichodes suturalis Seidlitz, 1891
- Trichodes syriacus Spinola, 1844
- Trichodes turkestanicus Kraatz, 1882
- Trichodes umbellatarum (Olivier, 1795)
- Trichodes winkleri Zirovnicky, 1976
- Trichodes zaharae Chevrolat, 1861